# Aurelis
Die Aurelis Real Estate GmbH mit Sitz in Eschborn ist ein Immobilienentwickler und verfügt über ein Grundstücksportfolio von 10 Mio. m2 überwiegend aus dem ehemaligen Besitz der Deutschen Bahn. Zu den Tätigkeitsfeldern gehören Vermietung, Revitalisierung, Neubau, die Umwandlung ungenutzter Brachflächen zu erschlossenem Bauland sowie der Verkauf von Objekten und die Akquisition neuer Immobilien mit Wertschöpfungspotenzial. Die städtebauliche Neuordnung der Bahnkonversionen – Revitalisierung großer, innerstädtischer Areale – erfolgt aus dem v.g. Portfolio.

## Geschichte

### Gründung durch die Deutsche Bahn

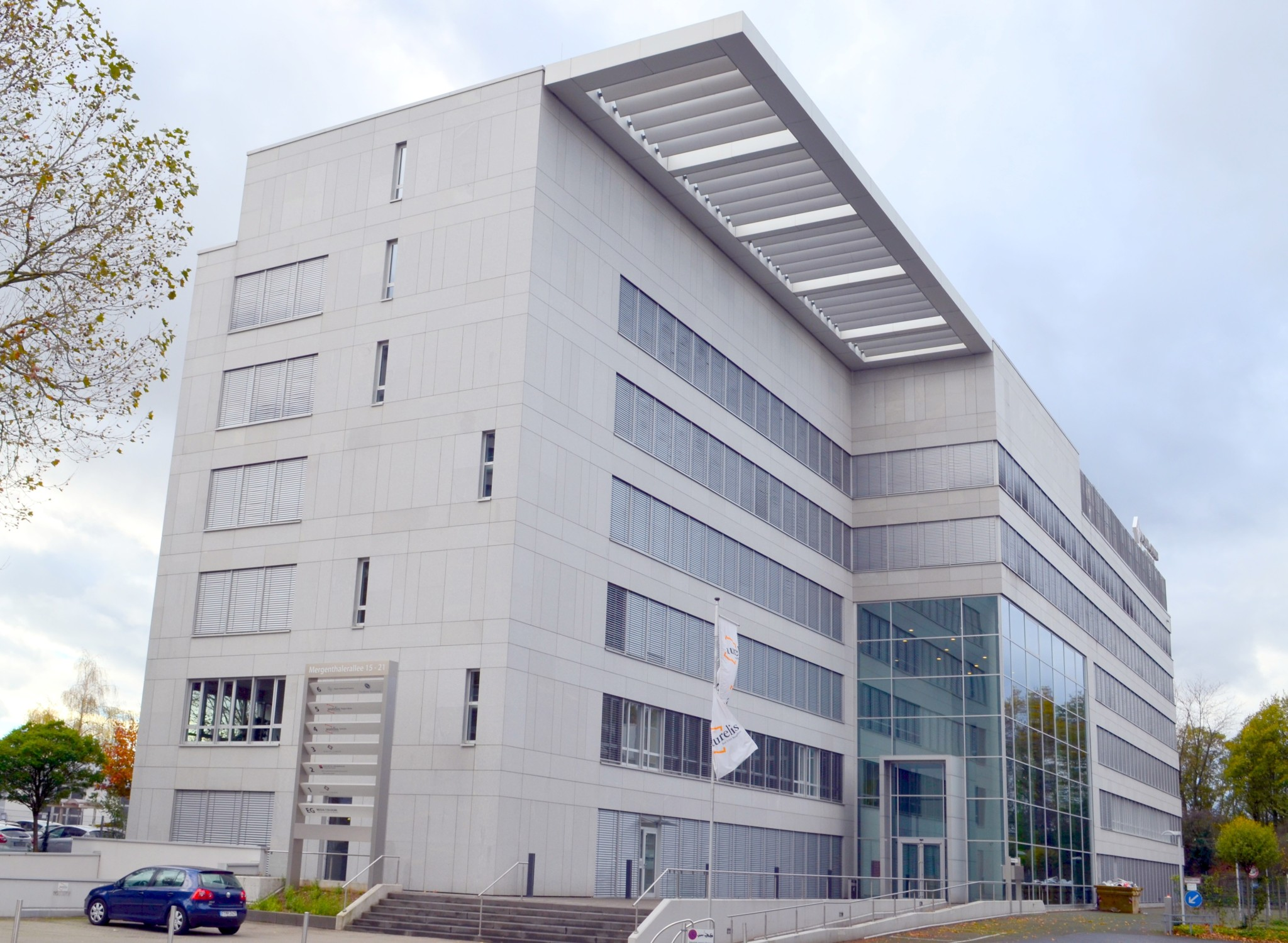
Hauptsitz Aurelis in Eschborn

Die Deutsche Bahn hatte sich Ende 2001 für eine Veräußerung eines Teils der nicht betriebsnotwendigen Immobilien entschlossen. Wesentliche Ziele waren eine Fokussierung auf das Kerngeschäft als Verkehrsunternehmen, eine effiziente Immobilienverwertung und eine zügige Freisetzung der in den Immobilien gebundenen Liquidität, um Kapital für andere Geschäftsbereiche (insbesondere der DB Netz AG) zu gewinnen. Nachdem die Veräußerung über Einzelverkäufe als zeit- und investitionsintensiv galt, wurde eine Gesamtverwertung der in Frage kommenden Immobilien angestrebt.
Das Unternehmen wurde mit Wirkung zum 15. Februar 2002 gegründet. Die Gesellschaft, einschließlich der dazugehörigen Komplementärin (Aurelis Management GmbH) war dabei eine hundertprozentige Tochtergesellschaft der Deutschen Bahn AG. Ihr Gegenstand sind Erwerb, Entwicklung, Optimierung, Vermarktung, Verwaltung und Management von Immobilien. Als Partner für die Immobilienentwicklung wurde die WestLB in die Aktivitäten eingebunden. Die WestLB wurde gleichzeitig mit 39 Prozent ein Teilhaber eines Investorenkonsortiums, dem darüber hinaus die Westdeutsche Immobilienbank AöR (Anteil: 10 %) und Provinzial NordWest Lebensversicherung AG (2 %) angehörten. Dieses Konsortium wurde an der noch immobilienlosen Gesellschaft in Form einer atypischen stillen Beteiligung mit einer Einlage von 130 Mio. Euro beteiligt. An der Komplementärin erwarb das Konsortium ebenfalls einen 51-Prozent-Anteil.
Zum 30. April 2003 veräußerte die DB-Holding ein Portfolio von nicht betriebsnotwendigen Immobilien zum Buchwert an die Aurelis. Der Großteil dieses Paketes war zuvor der DB-Holding zugerechnet worden, ein sieben Prozent der Flächen umfassender Teil war (im Rahmen der 2. Stufe der Bahnreform 1999) auch den Verkehrsunternehmen des Konzerns. Der Grund dafür, dass der Großteil der Immobilien – entgegen den Regelungen der §§ 2, 25 DBGrG – der Konzernholding zugeordnet gewesen war, lag in der fehlenden Betriebsnotwendigkeit dieser Objekte. Insgesamt wurden Flächen im Umfang von rund 30 Mio. m² an die Aurelis verkauft. Der Gesamt-Buchwert der Flächen lag bei rund einer Milliarde Euro. Der Kaufpreis von 2.261 Mio. Euro orientierte sich an den erwarteten Verkehrswerten. Die Gesellschaft finanzierte den Erwerb durch eine Fremdkapitalaufnahme (1.337 Mio. Euro), einem Gesellschafterdarlehen der DB (495 Mio. Euro), einer Kaufpreisstundung (173 Mio. Euro) sowie den Kapitaleinlagen des Erwerberkonsortiums (130 Mio. Euro) und der DB (125 Mio. Euro). Die der DB zufließende, unmittelbare Liquidität in Höhe von 1,3 Mrd. Euro wurde zur Deckung der Verluste sowie der Erhöhung des Eigenkapitals der DB Netz genutzt.

### Verkauf an Hochtief und Redwood Grove
Zum 30. April 2006 schied die West LB aufgrund einer Neuausrichtung ihres Geschäfts als Gesellschafter aus. Die Aurelis hatte zu diesem Zeitpunkt Umsatzerlöse von 329,8 Mio. Euro generiert. Per Saldo wurden rund 124 Millionen Euro zurückgezahlt. Nach dem Ausstieg der West LB entschied sich die Deutsche Bahn für den Verkauf des Unternehmens. Im Mai 2007 wurde dazu ein Bieterverfahren eingeleitet, bei dem ein rückwirkender Verkauf der Anteile an der Aurelis und der Komplementärin zum 31. Dezember 2006 angeboten wurde. Dabei hatte nur ein Bieter – ein Konsortium von Hochtief und Redwood Grove International – ein Angebot vorgelegt. Redwood Grove International ist ein Immobilienfonds der Grove International Partners, die von dem Investor George Soros gegründet wurde.
Nach Verhandlungen verkaufte die DB ihre Anteile im September 2007 zu einem Kaufpreis von 1,64 Mrd. Euro. Nach Abzug von konzernexternen Verbindlichkeiten (1.001 Mio. Euro, Restsumme des Fremdkapitals von 1,3 Mrd. Euro), der Auflösung von Rückstellungen (427 Mio. Euro) und dem Abzug von Transaktionskosten in Höhe von 20 Mio. Euro flossen 192 Mio. Euro der DB Station&Service zu. Im Rahmen einer zwischen Bund und DB vereinbarten Immobilienneuzuordnung wurde die Übertragung des Netto-Transaktionsergebnisses an die DB Station&Service festgeschrieben.

### Verkauf durch Hochtief
Im November 2010 kündigte Hochtief im Rahmen eines feindlichen Übernahmeangebots durch den spanischen Baukonzern ACS die beabsichtigte Veräußerung seines 50 %-Anteils, ursprünglich für 2012, an.
Nach Übernahme von Hochtief durch ACS erfolgte im Februar 2014 schließlich der Verkauf eines 43-%-Anteils durch Hochtief an den Partner Grove International „etwa auf Höhe des Buchwerts mit Stand 30. November 2013“. Die übrigen 7 % wurden an einen unabhängigen Investor veräußert.

## Unternehmen

### Organisation
Seit 2007 wird Aurelis von Joachim Wieland als CEO geführt, der zuvor in der Geschäftsführung der Hochtief Projektentwicklung GmbH tätig war. Dr. Christian Schütz ist als CFO für die Finanzen des Unternehmens verantwortlich. Die Aurelis Real Estate GmbH gliedert sich in die vier Regionen Nord, West, Mitte und Süd, die jeweils von einer eigenen Geschäftsführung geleitet werden und über eigene Vertriebseinheiten verfügen. Diese werden jeweils unter der Firmierung Aurelis Real Estate Service GmbH geführt.

### Bestand
Die Aurelis Real Estate GmbH setzt inzwischen schwerpunktmäßig auf eine diversifizierte Mieterstruktur ihres Immobilienportfolios. Einen Großteil hierbei stellen Mieter von Lager- und Logistikflächen, die rund 43 Prozent der Mieterlöse ausmachen. Des Weiteren entwickelt Aurelis Flächen für Unternehmen aus dem produzierenden Gewerbe sowie Forschung und Entwicklung.
Strategisch will die Aurelis nach eigenen Angaben weiterhin ihren Fokus auf Revitalisierungen legen. Im Mittelpunkt stehen dabei Metropolregionen, wirtschaftsstarke Städte und Industriecluster in Deutschland. Im Geschäftsjahr 2021 erzielte die Aurelis Mieterlöse von 72,6 Mio. Euro und Verkaufserlöse von 321,4 Mio. Euro. Das Ankaufsvolumen belief sich auf 190,4 Mio. Euro.

## Aktivitäten
Geschäftsfeld Asset und Property Management
Im Asset Management betreut Aurelis die Mieterinnen und Mieter der Bestandsimmobilien und berät bei Fragen zu Vertrag, Immobilie, Instandhaltung und Umbau.
Geschäftsfeld Projektentwicklung
Im Rahmen der Aktivitäten im Geschäftsfeld Projektentwicklung renoviert das Unternehmen die Bestandsimmobilien oder baut diese um. Die Hochbauentwicklung entfällt ebenso auf diesen Bereich, ebenso wie die Wiederbelebung von Brownfields und sanierungsbedürftigen Liegenschaften.
Geschäftsfeld Ankauf
Um das Mietportfolio zu erweitern, erwirbt Aurelis Gewerbeobjekte mit Instandhaltungsstau und Brachflächen mit Wertsteigerungspotenzial in Deutschland.
Geschäftsfeld Verkauf
Je nach Marktsituation realisiert Aurelis den Wert ihrer sanierten, erbauten oder voll vermieteten Immobilien. Die Verkaufserlöse werden beispielsweise für Investitionen in das Portfolio eingesetzt.
Nachhaltigkeit
Bei der Umnutzung von Industriebrachen und Gebäuden setzt das Unternehmen den Schwerpunkt der Aktivitäten darauf, in die Jahre gekommene Bestandsimmobilien zu revitalisieren, um einen verlängerten Lebenszyklus zu erreichen. Zudem wurden ab Januar 2021 die Energieverträge umgestellt. Inzwischen bezieht Aurelis zu 100 Prozent Strom aus regenerativen Energien, beim Gas handelt es sich um CO2-neutrales Erdgas. Bis 2023 reduziert die Aurelis damit ihre CO2-Emissionen um rund 25.000 Tonnen. Für die Quartiersentwicklungen und Neubauprojekte strebt das Unternehmen Nachhaltigkeitszertifikate an.
Ausgezeichnet wurden beispielsweise folgende Projekte:
- Quartiersentwicklung Europaviertel Frankfurt am Main: DGNB Platin
- Quartiersentwicklung Le Quartier Central Düsseldorf: DGNB Gold
- Hochbau La Tête Düsseldorf: DGNB Gold
- Hochbau LANUV Duisburg: DGNB Gold
- Hochbau Wilhelm Nürnberg: DGNB Gold
- Hochbau Elektronikzentralwerk München: DGNB Gold
- Hochbau Logistikimmobilie Bremen: DGNB Gold
- Hochbau Technische Hochschule Nürnberg: DGNB Bronze
- Hochbau mechanische Paketzustellbasis München: DGNB Silber
- Refurbishment Die Direktion Münster: BREEAM DE